# Chính sách thị thực của Guyana
Chính phủ Guyana miễn thị thực với công dân của một số quốc gia hoặc vùng lãnh thổ. Tất cả du khách phải có hộ chiếu có hiệu lực 6 tháng.

## Bản đồ chính sách thị thực

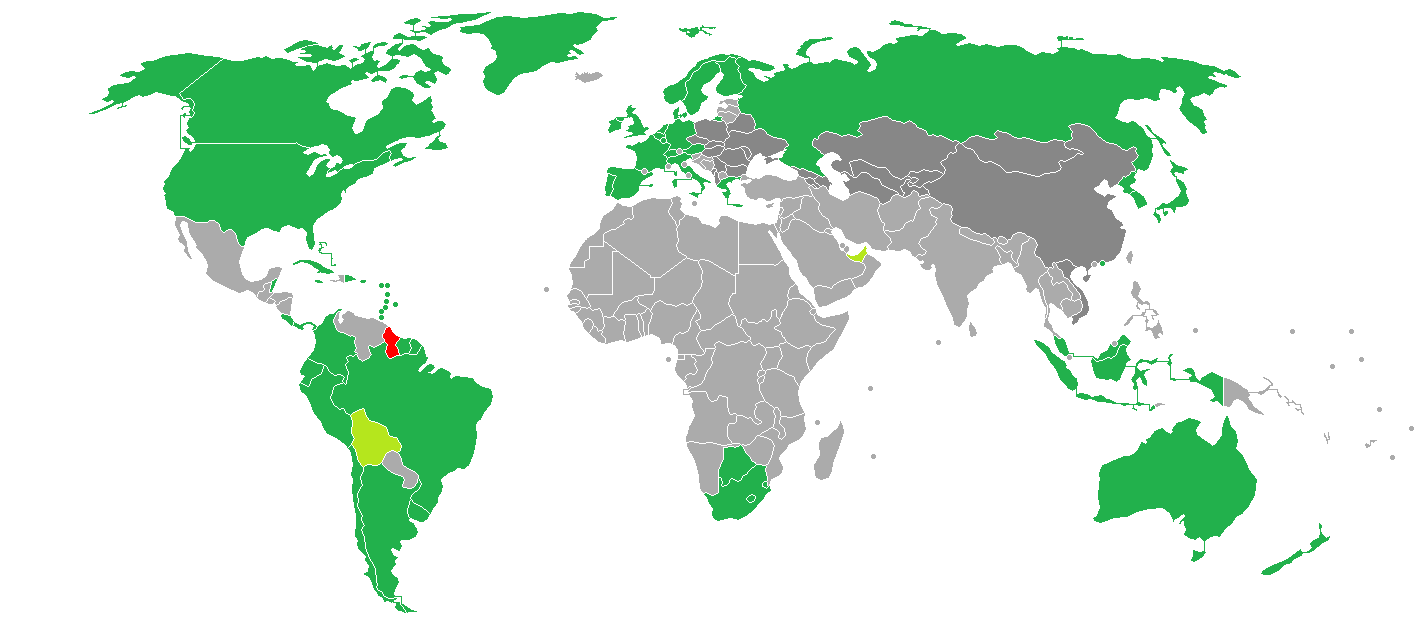
Chính sách thị thực của Guyana
Guyana
Miễn thị thực
Quá cảnh không được miễn thị thực

## Các nước được miễn thị thực
Công dân của 54 quốc gia và vùng lãnh thổ sau được miễn thị thực để đến Guyana lên đến 1, 3 hoặc 6 tháng, tùy thuộc và quốc tịch.
| - Antigua và Barbuda6 - Argentina3 - Úc3 - Áo3 - Bahamas3 - Barbados6 - Bỉ3 - Belize6 - Botswana3 - Brasil3 - Canada3 - Chile3 - Colombia3 - Costa Rica3 - Đan Mạch3 - Dominica6 - Cộng hòa Dominica1 - Ecuador3 | - Phần Lan3 - Pháp3 - Đức3 - Hy Lạp3 - Grenada6 - Hồng Kông3 - Indonesia1 - Ireland3 - Ý3 - Jamaica6 - Nhật Bản3 - Luxembourg3 - Malaysia 60 days - Montserrat3 - Hà Lan3 - New Zealand3 - Triều Tiên3 - Na Uy3 | - Panama3 - Peru3 - Bồ Đào Nha3 - Nga3 - Saint Kitts và Nevis6 - Saint Lucia6 - Saint Vincent và Grenadines6 - Nam Phi3 - Hàn Quốc1 - Tây Ban Nha3 - Suriname6 - Swaziland 60 days - Thụy Điển3 - Thụy Sĩ3 - Trinidad và Tobago6 - Anh Quốc3 - Hoa Kỳ3 - Uruguay3 |  |

- Trung Quốc3 - Chỉ áp dụng với người sở hữu hộ chiếu làm việc công.

| Ngày bãi bỏ thị thực |
| --- |
| Danh sách này không đầy đủ, bạn cũng có thể giúp mở rộng danh sách. - 1 tháng 8 năm 2010: Nga - 16 tháng 5 năm 2013: Cộng hòa Dominica - 25 tháng 2 năm 2017: Chile - 19 tháng 10 năm 2017: Colombia |

Công dân của  Haiti được miễn thị thực tối đa 90 ngày nếu họ đi công tác và sở hữu thị thực có hiệu lực được cấp bởi Canada, USA hoặc quốc gia thành viên Khối Schengen.
Miễn thị thực với công dân bất cứ quốc gia nào mà sinh ra tại Guyana và giấy tờ du hành của họ có cho thấy điều này.

## Thị thực tại cửa khẩu
Khách du lịch có thể xin thị thực tại cửa khẩu để ở lại tối đa 30 ngày nếu sở hữu thư mời từ người bảo hộ.

## Thuế xuất cảnh
Tất cảh hành khách rời phải trả thuế xuất cảnh bắt buộc. Phí hiện tại là G$4.000/£13/US$20 và phải trả bằng tiền mặt (đô la Guyana hoặc đô la Mỹ).

## Quá cảnh công cần thị thực
Du khách có thể quá cảnh tại các sân bay tại Guyana 7 tiếng nếu họ có vé chuyến tiếp theo trừ khi họ là công dân của Albania, Armenia, Azerbaijan, Belarus, Bulgaria, Trung Quốc, Cuba, Cộng hòa Séc, Gruzia, Hungary, Kazakhstan, Kyrgyzstan, Moldova, Mông Cổ, Montenegro, Ba Lan, Romania, Serbia, Slovakia, Tajikistan, Turkmenistan, Ukraina, Uzbekistan và Việt Nam.

## Hộ chiếu ngoại giao, công vụ hoặc đặc biệt
| Quốc gia   | Ngoại giao | Công vụ (official) | Công vụ (service) | Đặc biệt |
| ---------- | ---------- | ------------------ | ----------------- | -------- |
| Bangladesh | Có         | Có                 |                   | Có       |
| Bolivia    | Có         | Có                 | Có                |          |
| Cabo Verde | Có         |                    | Có                |          |
| Trung Quốc | Có         |                    | Có                |          |
| Síp        | Có         |                    | Có                |          |
| Ai Cập     | Có         |                    | Có                | Có       |
| Gruzia     | Có         | Có                 | Có                |          |
| Guatemala  | Có         | Có                 |                   |          |
| Haiti      | Có         | Có                 |                   | Có       |
| Ấn Độ      | Có         |                    | Có                |          |
| Iran       | Có         |                    |                   | Có       |
| Israel     | Có         |                    | Có                |          |
| Mexico     | Có         | Có                 | Có                |          |
| Thổ Nhĩ Kỳ | Có         |                    | Có                | Có       |
| Venezuela  | Có         | Có                 | Có                |          |